# 三重交通神都線
神都線（しんとせん）は、かつて三重県伊勢市に存在した三重交通の軌道路線（路面電車）である。
伊勢神宮があり「神都」の異名を持つ伊勢市（旧称・宇治山田市）の市内間相互輸送のほか、日本国有鉄道（国鉄）・近畿日本鉄道（近鉄）の伊勢市駅・宇治山田駅といった伊勢市のターミナル駅から、伊勢神宮・二見浦へ向かう観光・参拝客輸送の役割も果たしていた。伊勢市駅（開業時は山田駅）前を起点とする内宮までと二見までの路線（内宮線および途中の古市口で分岐する二見線）と内宮 - 二見間を結ぶ路線（中山 - 二軒茶屋間の中山線）の3路線から構成されていたが、1961年（昭和36年）に全線とも廃線となり、バス路線に替わった。
本項では朝熊登山鉄道によって開業し、廃止時には三重交通の路線となっていた朝熊線についても触れる。

## 路線概要
神都線のみ記載。営業係数以外は廃線直前の1961年1月当時。
- 全路線長 : 14.0km
  - 内宮線 : 6.8km（伊勢市駅前 - 内宮前）
  - 二見線 : 6.6km（古市口 - 二見）
  - 中山線 : 0.6km（中山 - 二軒茶屋）
- 軌間 : 1067mm
- 電圧 : 直流600V
- 併用軌道区間 : 伊勢市駅前 - 古市口、猿田彦神社前 - 内宮前（全体の約2割で、他は専用軌道）
- 複線区間 : 本町 - 古市口（上下線間隔大）
- 集電装置 : ポール（廃止時まで）
- 運転系統
  - 伊勢市駅前 - 古市口 - 中山 - 内宮前
  - 伊勢市駅前 - 古市口 - 二軒茶屋 - 二見
  - 内宮前 - 中山 - 二軒茶屋
- 運行間隔 : 30分（初詣時は7 - 15分間隔）
- 所要時間
  - 外宮前 - 内宮前 : 21分
  - 二見 - 外宮前 : 29分
  - 二見 - 内宮前 : 27分
- 営業係数
  - 1908年度 : 85
  - 1959年度 : 121（減価償却費を除く）

## 沿革
- 1903年（明治36年）8月5日 : 当時この地域の電力事業を行っていた宮川電気により本町 - 二見間7.6kmで電車の運行を開始。東京電車鉄道（後の東京都電）より17日、大阪市電より1か月早い開業で、日本で7番目となるものであった。
- 1904年（明治37年）2月16日 : 社名を伊勢電気鉄道（現在の近鉄名古屋線にあたる路線の一部を建設した伊勢電気鉄道とは別）に変更。
- 1905年（明治38年）8月4日 : 山田駅前（後の伊勢市駅前） - 本町間 (0.3km) 延伸。
- 1906年（明治39年）10月16日 : 古市口 - 宇治（後の猿田彦神社前）間 (4.5km)、中山 - 二軒茶屋間 (0.6km) 開業。
- 1909年（明治42年）10月1日 : 本町 - 外宮前 - 古市口間 (1.3km) 開業。
- 1914年（大正3年）11月14日 : 宇治 - 内宮前間 (0.9km) 開業。
- 1919年（大正8年）12月18日 : 朝熊登山鉄道に対し鉄道免許状下付（度会郡四郷村大字楠部-同村朝熊山上間）[3]
- 1922年（大正11年）5月1日 : 電力会社の整理統合により、伊勢電気鉄道は松阪電気・津電灯と合併して三重合同電気となる[4]。
- 1925年（大正14年）8月26日 : 朝熊登山鉄道鉄道線（楠部 - 平岩間）と鋼索線（ケーブルカー、平岩 - 朝熊山間）が開業[5]。
- 1928年（昭和3年）11月1日 : 三重合同電気が朝熊登山鉄道を合併[6]、朝熊線として同社路線となる。
- 1930年（昭和5年）2月6日 : 合同電気に社名変更[7]。5月10日に京阪電気鉄道の経営であった和歌山軌道線を譲り受ける[注釈 2]。
- 1937年（昭和12年）3月31日 : 東邦電力に合併[8]、路線は同社津支局の管轄となる。
- 1939年（昭和14年）8月1日 : 国策によって電力事業と運輸事業を分離することになり、宇治山田市内の軌道線は新たに設立された神都交通の経営となる。
- 1944年（昭和19年）1月11日 : 戦時下の不要不急路線として朝熊線を休止。
- 1944年（昭和19年）2月11日 : 三重県下の鉄道・バス事業を統合して三重交通が発足、同社の神都線となる。
- 1959年（昭和34年）9月27日 : 伊勢湾台風により10月4日まで運転休止。
- 1961年（昭和36年）1月20日 : 神都線全線廃止、バスに転換。
- 1962年（昭和37年）7月15日 : 休止中の朝熊線を廃止。

## 停留所・駅一覧

### 神都線

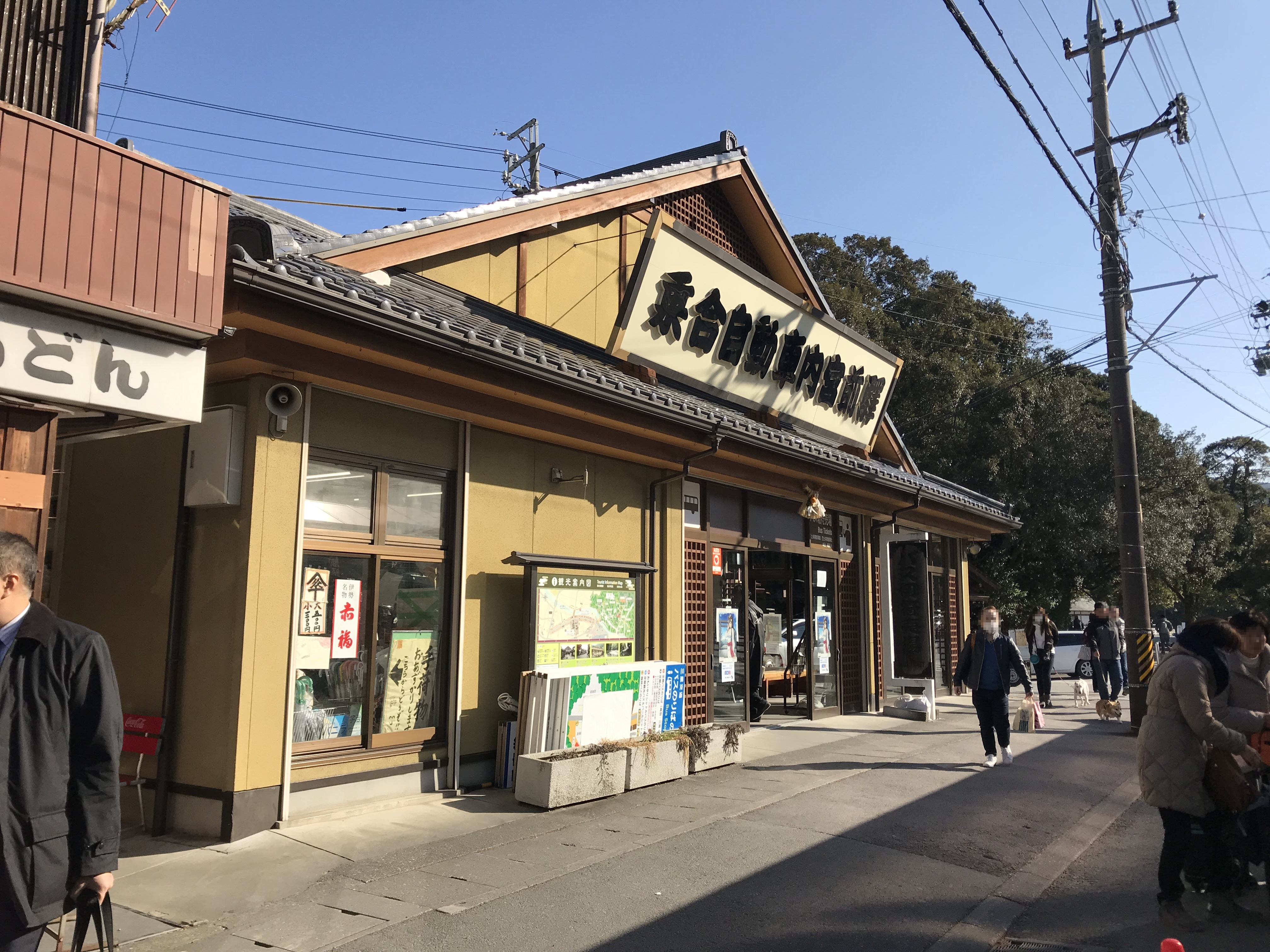
三重交通内宮前バス停（内宮前駅跡）

廃止直前の1961年1月当時のもの。
内宮線
伊勢市駅前 - 本町（外宮前） - 外宮前 - 近鉄宇治山田駅前 - 古市口 - 倉田山 - 中山 - 松尾 - 楠部 - 猿田彦神社前 - 内宮前
ルートは御幸道路と並行していた。
伊勢市駅前 - 近鉄宇治山田駅前間は上下線が離れており、本町（外宮前）は上り線のみ、外宮前は下り線のみに存在。
内宮前駅は現在内宮前バス停となっている。駅舎は「乗合自動車内宮前驛」の看板を掲げた切符売り場兼待合所になっている。
二見線
古市口 - 河崎 - 二軒茶屋 - 学校前 - 通 - 汐合 - 三津 - 二見
ルートは鳥羽線（原文ママ）と並行していた。
2018年現在、二見駅は二見生涯学習センターと二見浦表参道バス停になっている。
中山線
中山 - 二軒茶屋

### 朝熊線

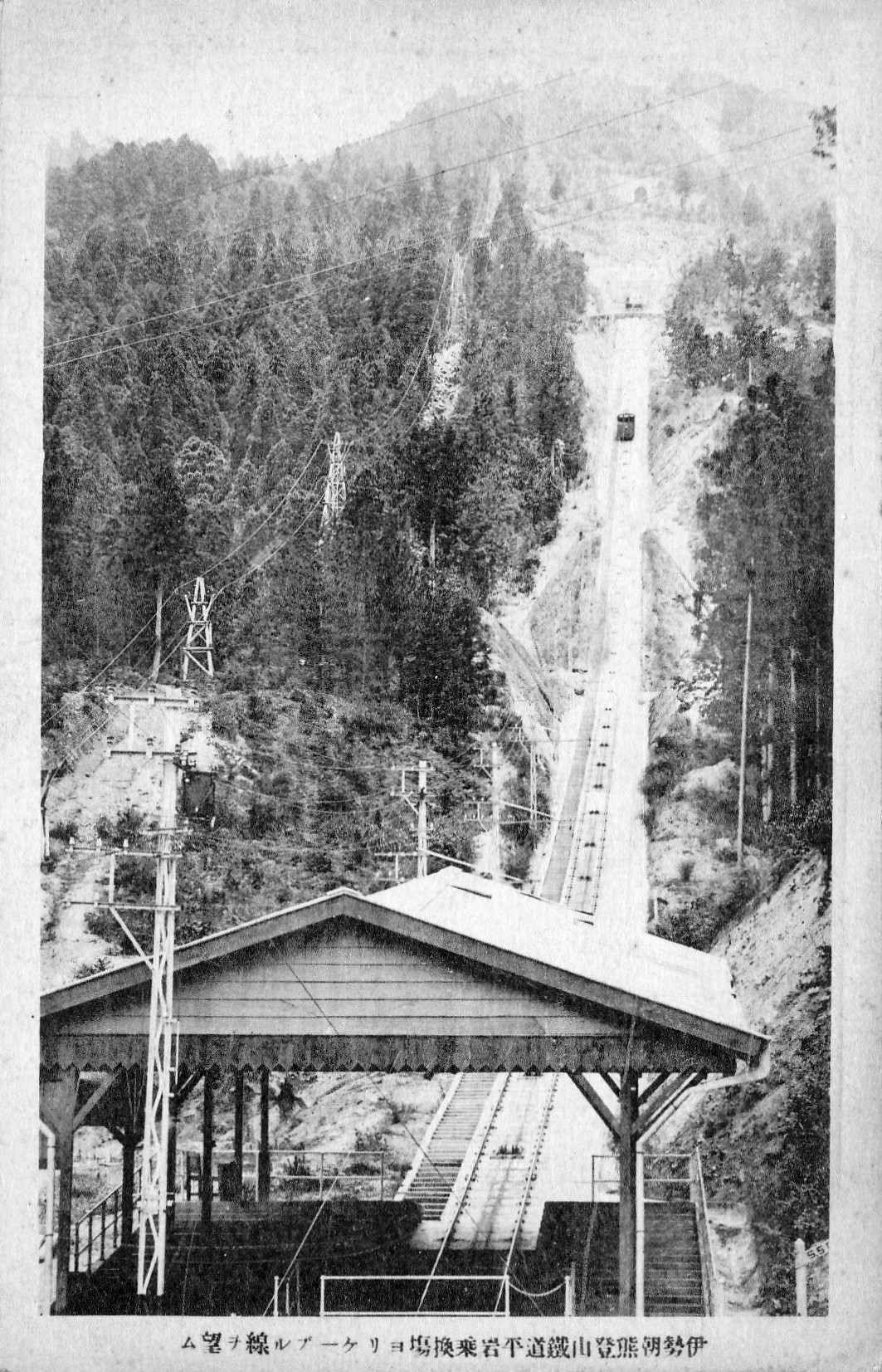
平岩駅鋼索線乗換場と鋼索線

鉄道線
楠部 - 五十鈴川 - 一宇田 - 朝熊村 - 平岩
鋼索線
平岩 - 朝熊岳
朝熊村駅は、1970年に開業した近鉄鳥羽線朝熊駅近くにあった。

## 特徴
右側通行の採用
伊勢神宮へ参拝する際、外宮に参拝してから内宮へ向かうのが普通であるが、その際既述のように伊勢市駅前 - 近鉄宇治山田駅前間の上下線が分かれていた区間では、より外宮に近いほうを通る路線を下りとし、外宮前を経由せずその北を直進してより宇治山田駅に近い位置を通る路線を上り線としたほうが好都合なため、日本での一般の鉄道や道路が左側通行を原則としているのに逆らって、右側通行となった。そのほかの区間でも、運転上の勘違いを防ぐために行き違い場所はすべて右側通行にしていた。

## 使用車両
神都線
- 501形
- 541形

朝熊線

## 代行バス
廃線後は三重交通のバスに置き換えられた。現在のバス路線では、内宮線は外宮内宮線51系統、二見線は伊勢鳥羽線40・41系統が該当する（40系統は2009年廃止）。朝熊線は同名の朝熊線53系統が存在したが、2007年4月1日廃止され、伊勢市コミュニティバス「おかげバス」「鹿海・朝熊ルート」が代替の代替となっている。
外宮内宮線51系統
2018年9月現在、平日は1時間4本、上下35往復。休日は1時間5本、上下46往復。ただし、旧松尾電停周辺は、ルートが変わっており経由しない。経由地の違う55系統とあわせ、1時間6本が運行されている。このほか、内宮前 - 伊勢市駅前・宇治山田駅前、伊勢市駅前 - 五十鈴川駅前間の区間便もある。
伊勢鳥羽線41系統
2018年9月現在、平日は3往復、休日は2往復。現在は旧神都線に相当する伊勢市駅前 - 二見総合支所前間の区間便はなくなっている。伊勢市駅前 - 二見 - 鳥羽の往来は「伊勢二見鳥羽周遊CANばす」でも可能だが、観光客向けのため主要バス停のみの停車となる。
鹿海・朝熊ルート
旧沿線ではない、伊勢市鹿海町を経由する環状線の一部が該当する。2018年9月現在、外回り2本、内回り5本運転されている。

## 神都バス
当路線の電車を模したバスが2013年（平成25年）7月3日より、伊勢市駅 - 内宮前間で運行されている。「神都バス」と銘打ち、当初は通常運賃410円とは別に特別車両料金290円が必要となっていた。元となったモデルは1937年（昭和12年）入線のモ541形式の543号（神都線に最後に入線した新造車両）。1日5往復が運行されていたが、2014年10月1日からは路線バスでの運行をいったん終了し、系列の観光販売システムズが主催する予約制の伊勢神宮周遊バス（バスツアー）での運行に変わった。
2015年（平成27年）4月1日から、外宮内宮線に組み込まれる形で定期運行が復活した。1日7往復が神都バスで運行される。一般の路線バスとしての運行になるため、特別車両料金は不要である。

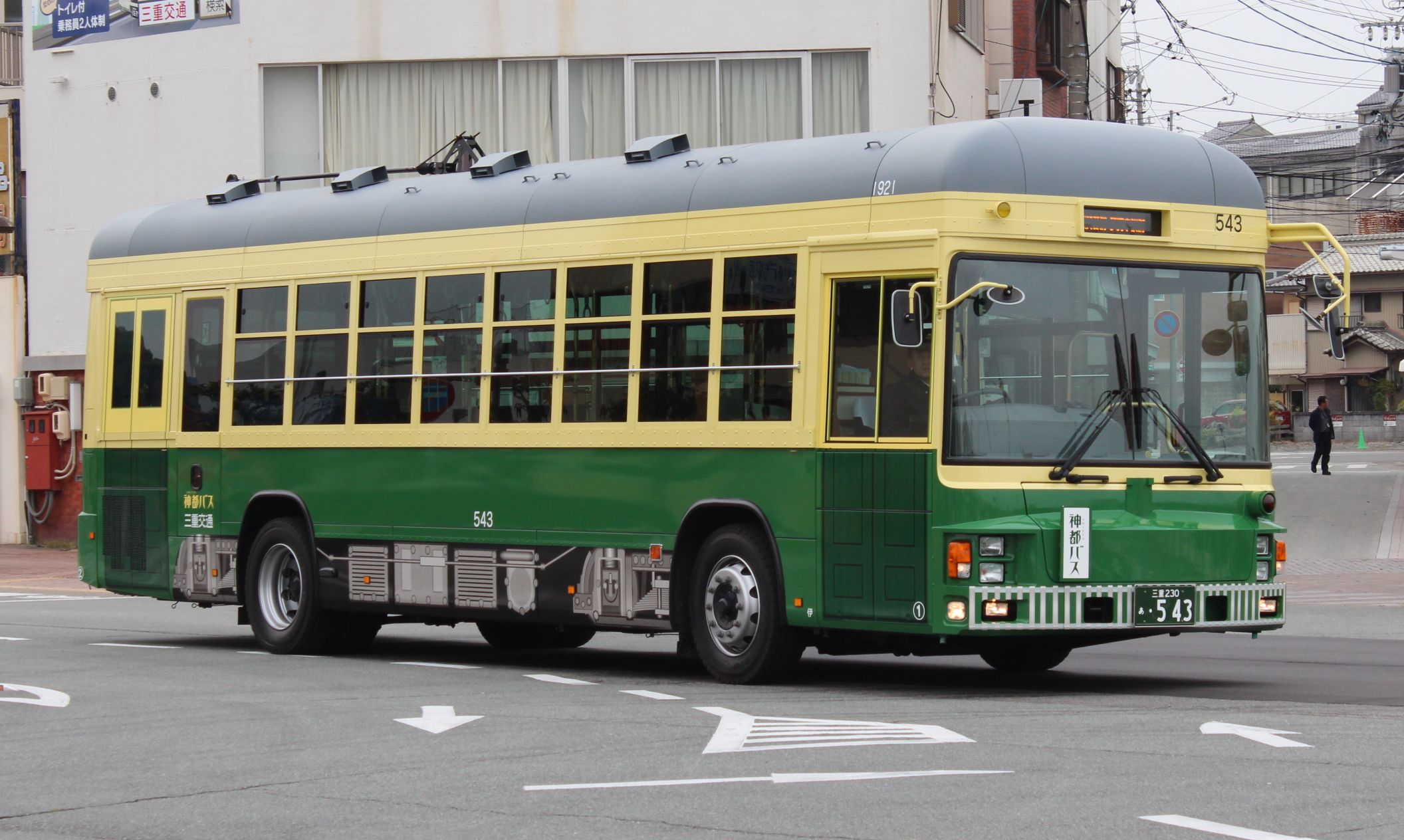
神都バス
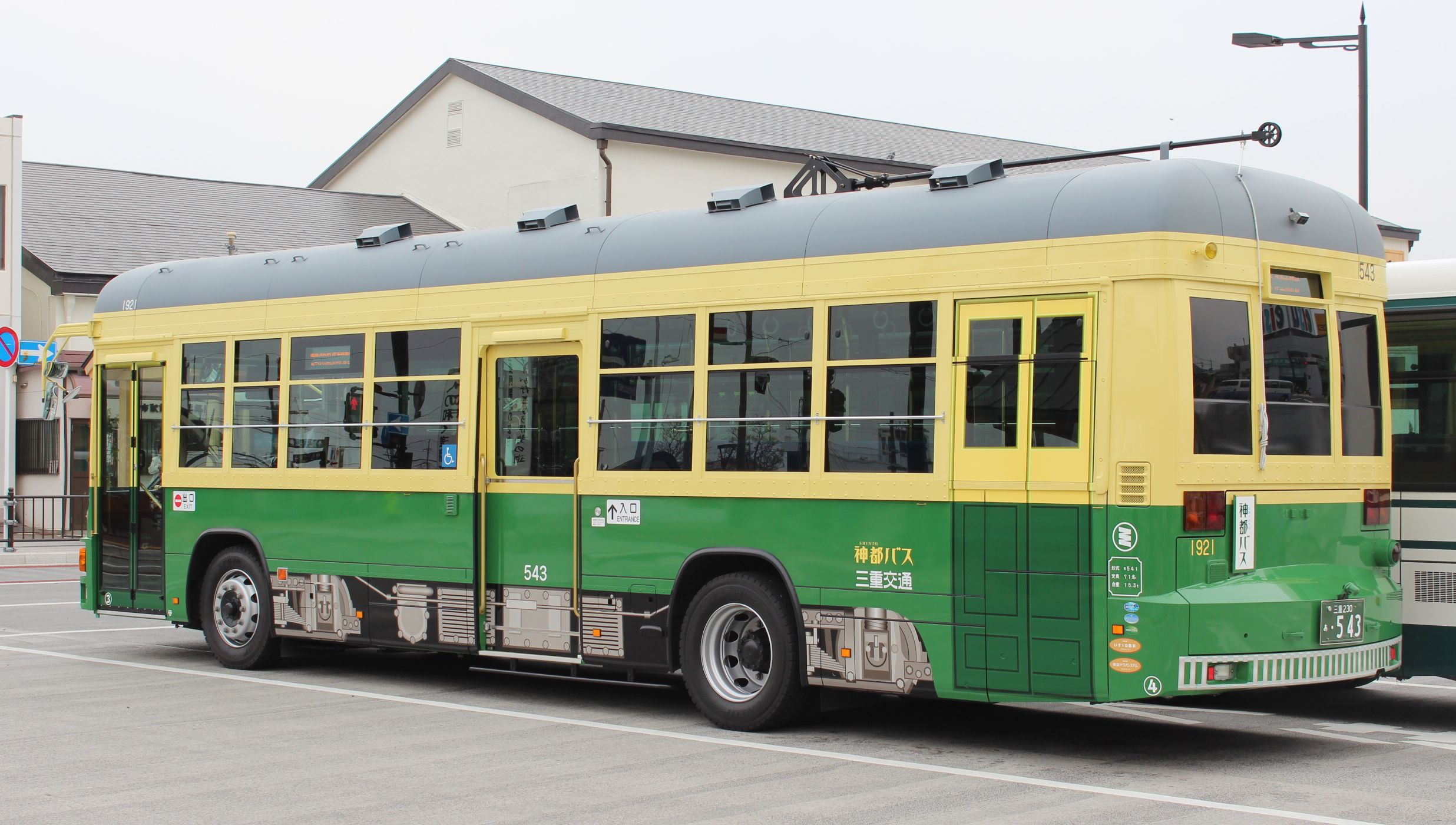
後方から見た神都バス。ダミーだがトロリーポールも再現されている